# Mount Petlock
Mount Petlock ist ein 3195 m hoher Berg in der antarktischen Ross Dependency. In den Grosvenor Mountains ist er die markanteste Erhebung im nordöstlichen Teil des Otway-Massivs. Er überragt das nördliche Ende eines Gebirgskamms an der Ostflanke des Burgess-Gletschers.
Das Advisory Committee on Antarctic Names benannte ihn 1966 nach James D. Petlock, Ionosphärenphysiker des United States Antarctic Research Program auf der Amundsen-Scott-Südpolstation im Jahr 1963.